# Mohiuddinpur
Mohiuddinpur is een census town in het district Meerut van de Indiase staat Uttar Pradesh. 

## Demografie
Volgens de Indiase volkstelling van 2001 wonen er 4892 mensen in Mohiuddinpur, waarvan 55% mannelijk en 45% vrouwelijk is. De plaats heeft een alfabetiseringsgraad van 63%. 